# Chidi Imoh
Chidi Imoh (* 27. August 1963) ist ein ehemaliger nigerianischer Leichtathlet und Sprinter. Mitte der 1980er Jahre war er der dominierende afrikanische Läufer auf der 100-Meter-Strecke.

## Leben
Bei einer Größe von 1,88 m wies er ein Wettkampfgewicht von 77 kg auf. Seine ersten Erfolge feierte er bei der Sommer-Universiade 1983 im kanadischen Edmonton, als er als Neunzehnjähriger im 100-Meter-Lauf siegte. Diesen Erfolg vermochte er zwei Jahre später in Kōbe zu wiederholen und ist damit bis heute der einzige Sprinter auf dieser Distanz, der seinen Sieg bei einer Universiade wiederholen konnte.
Imoh, der zwischenzeitlich für die University of Missouri startete,  wurde zweimal Afrikameister und gewann 1987 die Afrikaspiele in Nairobi. Einer seiner Karrierehöhepunkte war das Erreichen des dritten Platzes und somit einer Bronzemedaille im 60-Meter-Lauf 1991 bei den Hallenweltmeisterschaften in Sevilla. Im Jahr darauf sicherte er seinem Land mit der 4-mal-100-Meter-Staffel bei den Olympischen Sommerspielen in Barcelona die Silbermedaille. 1994 wurde Imoh wegen Dopings für vier Jahre gesperrt.
Nach seiner Sportlaufbahn wurde Imoh Krankenpfleger in Kalifornien.

## Persönliche Bestleistungen
- 55 m (Halle): 6,10 s
- 100 m: 10,00 s (1986)
- 200 m: 19,90 s (1985)